# Com Lag (2plus2isfive)
Com Lag (2plus2isfive) — компіляційний мініальбом англійського рок-гурту Radiohead, що вийшов 2004 року. До нього увійшли бі-сайди з шостого альбому Radiohead, Hail to the Thief (2003), а також ремікси від Крістіана Фогеля і Four Tet та два живі виступи.

## Музика
«Paperbag Writer», назва якої відсилає до однойменної пісні The Beatles, характеризує собою «зловісний надламаний фанк». «I Am a Wicked Child» — «зіпсоване, моторошне послання» з губною гармнонікою. «Where Bluebirds Fly» — «деренчлива, метушлива» електронна композиція, яку Radiohead використовували як вступну музику до свого туру Hail to the Thief. «I Will (Los Angeles Version)» — альтернативна версія пісні «I Will» з альбому Hail to the Thief, а «Fog (Again)» — концертне виконання бі-сайду «Fog» з альбому Amnesiac, перекладена для фортепіано.

## Обкладинка
Автором обкладинки є художник Стенлі Донвуд, який з 1994 року створює всі обкладинки для Radiohead. За словами Донвуда, він уявляв собі низку програмних продуктів, на яких зображені «модифікований ведмідь і деспотичний сперматозоїдний монстр». 2020 року за мотивами обкладинки вийшов пазл.

## Реліз
Com Lag вийшов у Японії та Австралії 24 березня 2004, в Канаді 13 квітня 2004, у Великій Британії 16 квітня 2007 і в США 8 травня 2007. Ранні японські видання були надруковані з помилкою, яка призвела до появи статичних перешкод на деяких треках.

## Трек-лист
Всі пісні написані Radiohead.
| #     | Назва                                                       | Тривалість |
| ----- | ----------------------------------------------------------- | ---------- |
| 1.    | «2 + 2 = 5 (Live at Earls Court, London, 26 November 2003)» | 3:34       |
| 2.    | «Remyxomatosis (Cristian Vogel Remix)»                      | 5:08       |
| 3.    | «I Will (Los Angeles Version)»                              | 2:13       |
| 4.    | «Paperbag Writer»                                           | 3:58       |
| 5.    | «I Am a Wicked Child»                                       | 3:05       |
| 6.    | «I Am Citizen Insane»                                       | 3:32       |
| 7.    | «Skttrbrain (Four Tet Remix)»                               | 4:26       |
| 8.    | «Gagging Order»                                             | 3:35       |
| 9.    | «Fog (Again) (Live)»                                        | 2:19       |
| 10.   | «Where Bluebirds Fly»                                       | 4:23       |
| 36:21 |                                                             |            |

## Персоналії
- Radiohead – продюсування
- Найджел Ґодріч – продюсування, звукоінженер
- Грем Стюарт – звукоінженер
- Даррелл Торп – звукоінженер
- Стенлі Донвуд – дизайн
- Крістіан Фогель – реміксування
- Four Tet – реміксування